# Haegiela tatei
 Haegiela tatei    (F.Muell.) P.S.Short & Paul G.Wilson, 1990 è una specie di pianta angiosperma dicotiledone della famiglia delle Asteraceae (sottofamiglia Asteroideae, tribù Gnaphalieae e sottotribù Gnaphaliinae).  Haegiela tatei  è anche l'unica specie del genere  Haegiela   P.S.Short & Paul G.Wilson, 1990.

## Etimologia
Il nome generico (Haegiela) deriva da un anagramma derivato dal nome della dottoressa Laurie Haegi. L'epiteto specifico (tatei) ricorda il professore R. Tate, primo raccoglitore di questa pianta.
Il nome scientifico della specie è stato definito dai botanici Ferdinand Jacob Heinrich von Mueller (1825-1896), Philip Sydney Short (1955-) e Paul Graham Wilson (1928-) nella pubblicazione " Muelleria; an Australian Journal of Botany. Melbourne" ( Muelleria 7(2): 263) del 1990. Il nome scientifico del genere è stato definito nella stessa pubblicazione.

## Descrizione
Portamento. La specie di questa voce ha un habitus di tipo erbaceo annuale. I cauli di queste piante sono provvisti del floema, ma non di canali resiniferi; mentre i sesquiterpeni lattoni sono normalmente assenti (piante senza lattice).
Fusto. La parte aerea in genere è compatta con fusti eretti, ispidi, densamente dicotomici-ramificati e pubescenti. Altezza media: 2 – 4 cm
Foglie. Le foglie in sono disposte in modo alternato (opposto alla base) e sono quasi sempre sessili. La lamina è intera e piatta con forme da strettamente oblanceolate a lanceolate (quelle basali) oppure con forme ovate a base larga e apici acuti (quelle superiori); i margini sono continui a volte revoluti. La superficie è tomentosa o lanosa su entrambe le superfici. Dimensione delle foglie: lunghezza 2 – 6 cm; larghezza 1 . 2 cm.
Infiorescenza. Le sinflorescenze sono composte da pochi (o solitari) capolini raccolti in formazioni lasse. Le infiorescenze vere e proprie sono formate da un capolino ascellare di tipo disciforme (con fiori eterogami). I capolini sono formati da un involucro, con forme da cilindriche a campanulate, composto da 15 - 20 brattee, al cui interno un ricettacolo fa da base ai fiori. Le brattee, glabre o pelose a consistenza cartacea e argentee, sono disposte in modo più o meno embricato su 3 serie e possono essere connate alla base (strati di stereoma indiviso);  talora possono avere un margine ialino. Il ricettacolo è senza pagliette a protezione della base dei fiori; la forma è piatta. Diametro dei capolini: 2 – 3 cm. Lunghezza dell'involucro: 2,5 mm.
Fiori.  I fiori sono tetra-ciclici (formati cioè da 4 verticilli: calice – corolla – androceo – gineceo) e pentameri (calice e corolla formati da 5 elementi). Sono inoltre tubulosi, attinomorfi e si distinguono in:
- fiori del disco esterni (da 22 a 49): sono femminili e filiformi;
- fiori del disco centrali (da 7 a 11): sono ermafroditi; la forma è tubulare;

In questo gruppo di piante i fiori radiati (ligulati o del raggio) sono assenti; a volte sono confusi con i fiori femminili (tubulosi) del disco esterno più o meno sub-zigomorfi con un lembo piatto e possono essere interpretati come fiori del raggio.
- Formula fiorale:

*/x K {\displaystyle \infty }, [C (5), A (5)], G 2 (infero), achenio
- Calice: i sepali del calice sono ridotti ad una coroncina di squame.
- Corolla: la forma della corolla normalmente è tubolare con 4 lobi; i lobi hanno una forma deltata o più o meno lanceolata. I colori della corolla sono giallo e varietà; le corolle centrali all'apice sono color porpora.
- Androceo: l'androceo è formato da 4 stami sorretti da filamenti generalmente liberi; gli stami sono connati e formano un manicotto circondante lo stilo; le teche (produttrici del polline) sono prive di sperone, ma hanno la coda (una sola); le appendici apicali delle antere hanno delle forme piatte; il tessuto endoteciale (rivestimento interno dell'antera) è quasi sempre polarizzato (con due superfici distinte: una verso l'esterno e una verso l'interno). Il polline è di tipo echinato (con punte sporgenti) a forma sferica è formato inoltre da due strati di ectesine, mentre lo strato basale è spesso e regolarmente perforato (tipo “gnafaloide”).[6]
- Gineceo: l'ovario è infero uniloculare formato da 2 carpelli. Lo stilo (il recettore del polline) è intero o biforcato con due stigmi nella parte apicale. Gli stigmi hanno una forma troncata; possono essere ricoperti da minute papille o avere dei penicilli apicali. Le superfici stigmatiche sono separate.[6]
- Fioritura: ottobre.

Frutti. I frutti sono degli acheni senza pappo (o brevemente anulare). Gli acheni sono piccoli a forma ellissoide; la superficie può essere ricoperta di tricomi globosi senza cellule basali; il pericarpo può essere percorso longitudinalmente da 2 - 5 fasci vascolari (o coste). Lunghezza degli acheni: 0,7 mm.

## Biologia
Impollinazione: l'impollinazione avviene tramite insetti (impollinazione entomogama tramite farfalle diurne e notturne).

Riproduzione: la fecondazione avviene fondamentalmente tramite l'impollinazione dei fiori (vedi sopra).

Dispersione: i semi (gli acheni) cadendo a terra sono successivamente dispersi soprattutto da insetti tipo formiche (disseminazione mirmecoria). In questo tipo di piante avviene anche un altro tipo di dispersione: zoocoria. Infatti gli uncini delle brattee dell'involucro (se presenti) si agganciano ai peli degli animali di passaggio disperdendo così anche su lunghe distanze i semi della pianta. Inoltre per merito del pappo il vento può trasportare i semi anche a distanza di alcuni chilometri (disseminazione anemocora).

## Distribuzione e habitat
La specie di questa voce è distribuita in Australia meridionale.

## Tassonomia
La famiglia di appartenenza di questa voce (Asteraceae o Compositae, nomen conservandum) probabilmente originaria del Sud America, è la più numerosa del mondo vegetale, comprende oltre 23.000 specie distribuite su 1.535 generi, oppure 22.750 specie e 1.530 generi secondo altre fonti (una delle checklist più aggiornata elenca fino a 1.679 generi). La famiglia attualmente (2021) è divisa in 16 sottofamiglie; la sottofamiglia Asteroideae è una di queste e rappresenta l'evoluzione più recente di tutta la famiglia.

### Filogenesi
Il genere della specie di questa voce è descritto nella tribù Gnaphalieae, una delle 21 tribù della sottofamiglia Asteroideae. Da un punto di vista filogenetico, la tribù Gnaphalieae fa parte del supergruppo (o sottofamiglia) "Asteroideae grade"; l'altro è il supergruppo "Non-Asteroideae" contenente il resto delle sottofamiglie delle Asteraceae. All'interno del supergruppo è vicina alle tribù Senecioneae, Calenduleae, Astereae e Anthemideae.
La sottotribù Gnaphaliinae è caratterizzata da portamenti di vario tipo con specie ginomonoiche e monoiche, da foglie con margini interi, da capolini disciformi omogami o eterogami e raramente radiati (o subradiati), dallo stilo con rami troncati e superfici stigmatiche separate apicalmente, da acheni glabri o con tricomi allungati e pappo ridotto.
Il genere  Haegiela  della specie di questa voce appartiene al gruppo Australasian clade, un gruppo informale monofiletico della sottotribù Gnaphaliinae diviso in quattro sottocladi: Angianthus (specie effimere dell'Australia occidentale), Waitzia (specie perenni dell'Australia orientale), Cassinia (specie con portamento arbustivo) e Euchiton (specie perenni simili a piante lanose e alpine). Il genere di questa voce è posizionato nel subclade "Angianthus" che, da un punto di vista filogenetico, rappresenta il "core " del gruppo (l'ultimo che si è evoluto). In particolare   Haegiela tatei , in questo gruppo, ha una posizione centrale, vicina ai generi Epitriche Turcz. e Angianthus J.C.Wendl. ..
I caratteri distintivi della specie  Haegiela tatei  sono:
- le foglie basali sono opposte;
- i capolini non sono sottesi da foglie bratteali;
- i capolini sono solitari o raggruppati in pochi;
- le brattee interne dell'involucro sono poco più lunghe di quelle esterne;
- le brattee dell'involucro sono ialine.

### Sinonimi
Sono elencati alcuni sinonimi per questa entità:
- Epaltes tatei  F.Muell.
- Erigerodes tatei Kuntze